# Lijst van burgemeesters van Rollegem-Kapelle
Dit is de lijst van burgemeesters van Rollegem-Kapelle, een voormalige gemeente in de Belgische provincie West-Vlaanderen, tot de fusie met Ledegem in 1977.
- 1830-1859: Petrus Joseph Vandermersch
- 1861-1881: Petrus Andreas Vandermersch
- 1884-1890: Fredericus Deleu
- 1891-1894: Remi Charles Rosseeuw
- 1895-1903: Joannes Decruyenaere
- 1904-1921: Hendrik Luyckx
- 1921-1940: Arthur Cossement
- 1940-1944: Marcel Vuylsteke
- 1944-1946: Arthur Cossement
- 1947-1964: Achiel Dussessoye
- 1965-1965: Polydor Wylin
- 1965-1970: Frans Dejonghe
- 1971-1976: Freddy Claerbout